# 북한이탈주민지원재단
남북하나재단(南北-財團, Korea Hana Foundation)은 북한이탈주민의 성공적 정착과 생활 안정을 지원하기 위해 북한이탈주민의 보호 및 정착지원에 관한 법률에 따라 2010년 9월 설립된 기타공공기관이다. 기존의 명칭인 북한이탈주민지원재단(北韓離脫住民支援財團)은 법률명칭으로, 남북하나재단은 대외별칭으로 사용하고 있다. 본부는 서울특별시 마포구 새창로 7, 4층, 5층, 14층 (도화동, 서울대학교총동창회장학빌딩)에 있다.

## 연혁
- 1997년 1월 13일: 북한이탈주민의 보호 및 정착지원에 관한 법률 제정
- 2010년 3월 26일: 북한이탈주민의 보호 및 정착지원에 관한 법률 개정, 재단의 설립 근거 마련
- 2010년 9월: 재단 설립 및 창립 이사회 개최
- 2010년 11월: 재단 출범
- 2011년 1월: 기타 공공기관으로 지정
- 2014년 3월 6일: 남북하나재단 별칭 사용[1]

## 조직

### 이사장
- 이사회
- 사무총장(상근이사)
- 감사(비상근)

- 전략기획실
- 대외협력실
- 안전경영부
- 대외협력실

- 사회적응부
- 일자리지원부
- 교육지원부
- 감사윤리팀